# 歌川政信
歌川 政信（うたがわ まさのぶ、生没年不詳）とは、明治時代の浮世絵師。

## 来歴
二代目歌川国貞の門人。梅堂、梅童と号す。「正信」とも。作画期は明治10年代頃で錦絵を描く。歌川政久という絵師と同一人物ともいわれている。

## 作品
- 『小学指教図読本』　※明治19年刊行
- 「美人養蚕図」　錦絵
- 「開帳参詣人心の内容」　大判錦絵（玩具絵）　千葉市美術館所蔵
- 「諸品高山昇降之図」　大判3枚続　※明治16年
- 「大漁大苦児羅」　※明治17年（1884年）の捕鯨の様子を描く
- 「伊太利亜国チャリネ世界第一大曲馬遊覧之図」　大判3枚続　※明治19年